# 卡利尼夫卡 (別列茲涅古瓦捷區)
47°14′13″N 32°58′13″E / 47.23694°N 32.97028°E
卡利尼夫卡（烏克蘭語：Калинівка），是烏克蘭南部的村莊，隸屬尼古拉耶夫州的巴什坦卡區。該村始建於1891年，面積0.26平方公里，海拔高度56米，2001年人口105，人口密度每平方公里403.8人。